# Combate de Santa María
El Combate de Santa María, así llamado por tener lugar el día de la Asunción de María de 1285 en Gerona, fue uno de los episodios de la Cruzada contra la Corona de Aragón a las puertas de la ciudad de Gerona, enclave fundamental por ser un nudo de comunicaciones entre la llanura emporitana y la depresión prelitoral.

## Antecedentes
El Papa Martín IV, que había sucedido a Clemente IV, declaró al rey Pedro el Grande privado de sus reinos debido a su intervención en Sicilia a raíz de las vísperas sicilianas, invistiendo como rey de Aragón, rey de Valencia y Conde de Barcelona el 27 de agosto de 1283 a Carlos I de Anjou, segundo hijo del rey Felipe III de Francia, siendo coronado el 27 de febrero de 1284 a Pariera.
El ejército cruzado salió de Perpiñán el 13 de mayo en dirección a los Pirineos, donde se encontró una fuerte resistencia en el Coll de Panissars,  lo que hizo que se retirara a Perpiñán, para finalmente cruzar por el Coll de la Maçana, llegando a Peralada, el cuartel general de Pedro el Grande de donde se retiró a Gerona, dejando a cargo de la ciudad a Ramon Folc de Cardona, mientras el rey y el infante Alfonso preparaban las siguientes líneas de defensa antes de que los cruzados llegaran a Barcelona, mientras las escuadras navales catalanes atacaban las líneas de aprovisionamiento por vía marítima mientras Roger de Llúria volvía de Sicilia.
Pedro el Grande salió de Barcelona a principios del mes de agosto al frente de un ejército de 500 caballeros y 5.000 infantes para atacar al ejército cruzado que asediaba Gerona y provocar así el alzamiento del asedio. Se dirigió primero al Monasterio de Montserrat, donde recibió la bendición, y a continuación fue a Hostalri, donde celebró un consejo donde se decidió  acampar en un risco de Tudela, en el oeste de Gerona.

## Desarrollo militar
El rey Pedro quiso dirigirse a Besalú, pero los ejércitos se encontraron el 15 de agosto extramuros de la ciudad. Los almogávares, que iban delante fueron interceptados y atacaron por su cuenta, y cuando se quedaron sin lanzas y dardos fueron atacados por cuatrocientos caballeros franceses, teniendo que huir montaña arriba.
Pedro II de Moncada dirigió a ochenta caballeros a socorrer los almogávares, a los que se unieron otros sesenta caballeros  que lideraba Ramon de Montcada. El mismo rey participó en los combates, y finalmente los catalanes se retiraron a Santa Pau.

## Consecuencias
Los almogávares saquearon el barrio judío de Gerona, destruyendo la sinagoga antes de entrar en batalla contra las tropas de Felipe III de Francia y Pedro el Grande ordenó la ejecución de los responsables en la horca.